# Piasa
Fondée en 1996 et implantée à Paris avec des représentants en régions et à Bruxelles, la maison de ventes aux enchères PIASA conseille, expertise et organise chaque année environ soixante ventes aux enchères dans les domaines de l’Art moderne et contemporain, Art d’Asie, bijoux, design du XXe siècle, dessins et tableaux anciens, livres et manuscrits, Haute époque, mobiliers et objets d’art ou encore photographies…

## Historique
La société de vente aux enchères PIASA a été créée par quatre commissaires-priseurs, Jean-Louis Picard, Pierre-Emmanuel Audap, Lucien Solanet et Alexis Velliet, en 1996 (à l'origine sous forme de Société en Participation, devenue S.A en 2001). À la suite de départs ou de décès, les fondateurs de PIASA ont cédé une partie de leurs parts à Artémis en 2001 qui à son tour cède 60 % du capital en 2008 à un groupe d’investisseurs privés réunis au sein de la société Financière PIASA :  Mme Orla Noonan et Claude Berda, Christian Blanckaert, Michel Cicurel, Jérôme Clément, Jean-Michel Darrois, Laurent Fabius, Charles-Henri Filippi, Jean de Kervasdoué, Marc Ladreit de Lacharrière, Patrick Ponsolle, Serge Weinberg, Louis Schweitzer, Lionel Zinsou. La société Financière PIASA acquerra la totalité du capital en 2011.
En 2009, Alain Cadiou est nommé président-directeur général.  
À la fin de 2012, Frédéric Chambre rejoint PIASA et est nommé vice-président et directeur général. La maison développe une dizaine de ventes de design du XXe et prend la première place du marché français du design d’après-guerre. PIASA finit l’année 2013 avec une progression de 32 % par rapport à 2012 en atteignant 36M d’euros de chiffre d’affaires. 
À l’automne 2014, PIASA s’installe 118 rue du Faubourg-Saint-Honoré. Elle y réunit en un même lieu ses espaces d’exposition, sa salle de vente et toutes ses équipes. Ces ventes sont enrichies de conférences, de débats et de projets culturels.
Depuis sa création la maison a réalisé des ventes notables, tel que Dora Maar, Pétain, Hergé,, la galerie Fabius,  la succession Daniel Carasso ou les vins du restaurant La Tour d'Argent.
En 2017, la maison Piasa a été reprise par un trio d’investisseurs, Laurent Dumas, Serge Weinberg et Charles-Henri Filippi.